# 道の駅はなわ

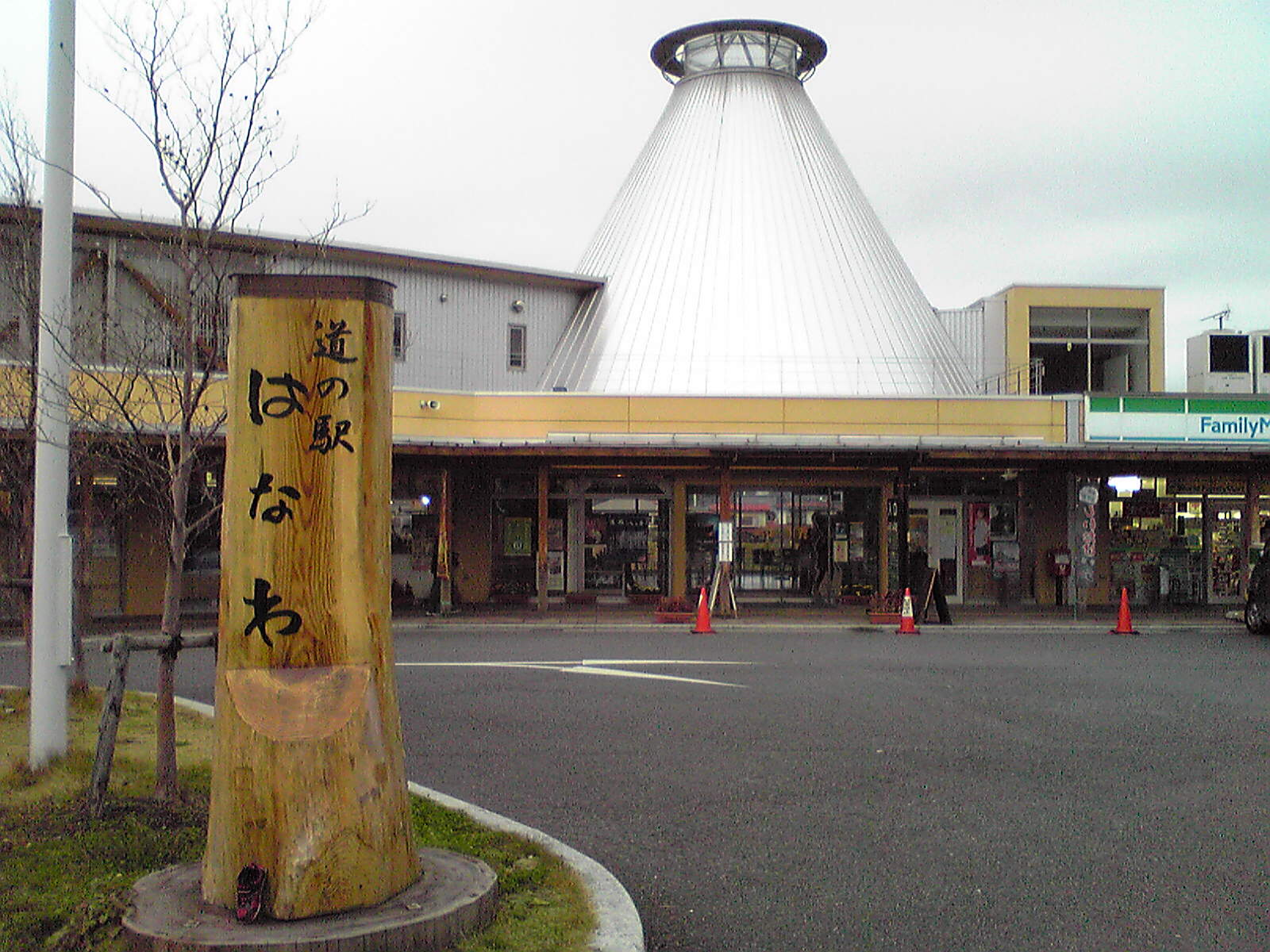
施設外観

道の駅はなわ（みちのえき はなわ）は、福島県東白川郡塙町にある国道118号の道の駅である。愛称は天領の郷。
2002年（平成14年）8月13日に道の駅に登録された。

## 施設
- 駐車場
  - 普通車：87台
  - 大型車：8台
  - 身障者用：2台
- トイレ（いずれも24時間利用可能）
  - 男：大 4器、小 11器
  - 女：13器
  - 身障者用：2器
- 公衆電話：1台
- 農産物直売所
- 農産加工品センター
- レストラン（10:00 - 21:00）
- セブンイレブン

wifi設置済み

## 休館日
- 1月1日・2日

## アクセス
- 国道118号 - 登録路線
  - 福島県道27号塙大津港線
- 福島交通「道の駅はなわ」バス停
- JR東日本 水郡線 磐城塙駅から徒歩

## 周辺
- 湯岐温泉